# Coccomyces tesselatus
Coccomyces tesselatus är en svampart som beskrevs av Sherwood 1980. Coccomyces tesselatus ingår i släktet Coccomyces och familjen Rhytismataceae.   Inga underarter finns listade i Catalogue of Life.